# Doudou Diaw
Pour les articles homonymes, voir Diaw.
Doudou Diaw est un footballeur sénégalais né en 1975 à Pikine près de Dakar. Il évolue au poste de défenseur central.
Doudou Diaw a joué 2 matchs en Serie A sous les couleurs du Torino Football Club, et près de 200 matchs en Serie B (D2), notamment avec l'AS Bari et l'AS Cesena.